# Micrura rovinjensis
Micrura rovinjensis är en djurart som tillhör fylumet slemmaskar, och som beskrevs av Senz 1993. Micrura rovinjensis ingår i släktet Micrura och familjen Lineidae. Inga underarter finns listade i Catalogue of Life.